# Somnis de Robot
Somnis de Robot (títol original en anglès: Robot Dreams) és una col·lecció de narracions de ciència-ficció de l'escriptor nord-americà Isaac Asimov, il·lustrada per Ralph McQuarrie, que va publicar l'any 1986. La narració del títol del recull ("Somnis de Robot") tracta sobre la descoberta d'un robot amb somnis força inquietants per part de Susan Calvin. Va ser escrit específicament per a aquest volum i inspirat en la il·lustració de la portada de McQuarrie. Totes les altres històries havien aparegut anteriorment en diverses altres col·leccions d'Asimov. Quatre de les històries són històries de robots, mentre que cinc són històries de tipologia "multivac", és a dir, de computadores fictícies, moltes de les quals apareixen sovint en les narracions d'aquest autor.
El llibre d'acompanyament, que també mostra les il·lustracions de McQuarrie (i inclou assaigs d'Asimov a més de contes), es titula Visions de Robot.

## Contingut
Conté un pròleg d'Asimov i les següents històries:
| Títol original                 | Traducció al català                   | Any  |
| ------------------------------ | ------------------------------------- | ---- |
| "Little Lost Robot"            | "Petit Robot Perdut"                  | 1947 |
| "Robot Dreams"                 | "Somnis de Robot"                     | 1986 |
| "Breeds There a Man...?"       | "Raçes d'un home...?"                 | 1951 |
| "Hostess"                      | "Amfitriona"                          | 1951 |
| "Sally"                        | "Sally"                               | 1953 |
| "Strikebaker"                  | "Colpejador"                          | 1942 |
| "The Machine that Won the War" | "La màquina que va guanyar la guerra" | 1961 |
| "Eyes Do More Than See"        | "Els ulls fan més que veure"          | 1965 |
| "The Martian Way"              | "El Camí Marcià"                      | 1952 |
| "Franchise"                    | "Franquícia"                          | 1955 |
| "Jokester"                     | "Bromista"                            | 1956 |
| "The Last Question"            | "L'última Pregunta"                   | 1956 |
| "Does a Bee Care?"             | "A alguna abella li importa?"         | 1957 |
| "Light Verse"                  | "Verset Lleuger"                      | 1973 |
| "The Feeling of Power"         | "La Sensació de Poder"                | 1958 |
| "Spell My Name with an S"      | "Deletreja el meu nom amb una S"      | 1958 |
| "The Ugly Little Boy"          | "El Nen Lleig"                        | 1958 |
| "The Billiard Ball"            | "La Bola de Billar"                   | 1967 |
| "True Love"                    | "Amor Vertader"                       | 1977 |
| "The Last Answer"              | "L'última Resposta"                   | 1980 |
| "Lest We Remember"             | "Per a no recordar"                   | 1982 |